# Hívatlanok – Első fejezet
A Hívatlanok – Első fejezet (eredeti cím: The Strangers: Chapter 1) 2024-ben bemutatott amerikai horrorfilm, a Hívatlanok-filmsorozat harmadik része, valamint a tervezett önálló trilógia újraindításának első felvonása. A filmet Alan R. Cohen és Alan Freedland forgatókönyvéből Renny Harlin rendezte, az első film rendezője, Bryan Bertino története alapján. A főbb szerepekben Madelaine Petsch és Froy Gutierrez látható.
Világpremierje 2024. május 8-án volt a Regal L.A. Live-ban, Amerikában pedig 2024. május 17-én mutatták be a mozikban. Magyarországon egy nappal hamarabb, május 16-án jelent meg az ADS Service forgalmazásában. Világszerte összesen több mint 40 millió dolláros bevételt hozott, ugyanakkor negatív véleményeket kapott a kritikusoktól, akik az előző részekhez képest gyengébbnek minősítették a filmet. A Második fejezet várhatóan 2024-ben, a Harmadik fejezet pedig egy meg nem határozott időpontban jelenik meg.

## Cselekmény
Maya és barátja, Ryan keresztülutazzák az észak-amerikai kontinenst, megünnepelve ötéves évfordulójukat. Eltévedve megállnak egy Venus nevű oregoni kisvárosban. A helyiek zaklatják őket, autójuk pedig lerobban. A város szerelője, Rudy másnap reggel hajlandó megjavítani az autójukat, ők pedig kénytelenek egy Airbnb-ben tölteni az éjszakát.
Az ajtóban megjelenik egy agresszíven kopogtató lány, aki megkérdezi, Tamara itt van-e, amire a pár nemmel válaszol. Ryan visszamegy a városba egy motorral, hogy elhozza az inhalátorát, amit a kocsijában felejtett. Maya egyedül maradva nem veszi észre, hogy egy Madárijesztő becenévre hallgató maszkos gyilkos titokban követi minden lépését. Elmegy az áram, és egy másik maszkos támadó, Babaarc hirtelen felbukkanása miatt Maya rejtőzködni kényszerül. Ryan visszatér, és úgy véli, ez csak egy rosszízű tréfa. A pár később észreveszi egy csilláron lógó döglött csirkét, amiből csöpög a vér. Madárijesztő rájuk támad, ám félbehagyja üldözésüket, és távozik a házból.
A pár kimenekül a házból és motorral próbál elmenekülni, de Madárijesztő felrobbantja azt. A ház kúszópincéjét használva éppen csak elkerülik a lelepleződést, amikor Maya véletlenül egy szögbe tenyerel. Miután eljutnak a fészerbe, Ryan talál egy puskát, és megmenti Mayát egy újabb támadástól.
Ryan tévedésből agyonlövi az Airbnb tulajdonosát. Megpróbálnak elmenekülni a halott férfi járművével, de Madárijesztő a furgonjával beléjük hajt. Maya az erdőbe menekül, de Ryan mozgásképtelen, a lába beszorult. Maya hívja a 911-et, a hívás azonban sikertelen a gyenge térerő miatt. Egy holttestre bukkan, Babaarc rátalál Mayára, és kiüti a lányt. Ryan fegyvert fog egy harmadik, Pin-up girl jelmezes támadóra, és Maya hollétének elárulását követeli. Madárijesztő ekkor Ryant is kiüti.
Mindketten székhez kötözve ébrednek a házban. Az utolsó perceikben Ryan megkéri Maya kezét, amit a lány örömmel elfogad. Ryant megkéselik, és székét felborítják, aminek következtében belefullad a saját vérébe. Maya megkérdezi, miért teszik ezt, mire a maszkos gyilkosok csak annyit válaszolnak: "Mert te itt vagy". Ezután őt is leszúrják és székével együtt felborítják. A távolból rendőrségi szirénák hallatszanak, az elkövetők ekkor elhajtanak. Az éjszakát túlélő Maya egy kórházi ágyban ébred. Felkelve nem veszi észre a mellette fekvő Madárijesztőt.

## Szereplők
| Szerep        | Színész          | Magyar hang |
| ------------- | ---------------- | ----------- |
| Maya          | Madelaine Petsch |             |
| Ryan          | Froy Gutierrez   |             |
| Debbie        | Rachel Shenton   |             |
| Gregory       | Gabriel Basso    |             |
| Shelly        | Ema Horvath      |             |
| Jasmine       | Ella Bruccoleri  |             |
| Rotter seriff | Richard Brake    |             |
| Billy Bufford | Joplin Sibtain   |             |

## A film készítése
2022 augusztusában Roy Lee producer bejelentette, hogy ugyanazon év szeptemberétől három filmet tervez egymás után elkészíteni. Renny Harlin legalább az egyik film rendezője lett, bár mindegyik film rendezéséről tárgyaltak. A trilógia producerei a Lionsgate Films, a Fifth Element Productions és a Frame Film, forgalmazója pedig a Lionsgate lesz.
Később, 2022-ben Harlint nevezték ki a három készülő film rendezőjének. Az új trilógia első része Alan R. Cohen és Alan Freedland forgatókönyvéből és Bryan Bertino alaptörténetéből készült. Courtney Solomon, Mark Canton, Christopher Milburn, Gary Raskin, Charlie Dombeck és Alastair Birlingham a három film producerei. Az új trilógia a sorozat újraindítása, Canton producer kijelentette, a trilógia célja, hogy új közönséggel ismertesse meg a "Hívatlanok világát".
2022 szeptemberében Madelaine Petsch, Froy Gutierrez és Gabriel Basso szerepet kaptak a filmben. 2022 októberében Horváth Ema csatlakozott a szereplőgárdához. A következő hónapban Rachel Shenton is csatlakozott a stábhoz.
Mindhárom film forgatása a szlovákiai Pozsonyban zajlott 52 napig, 2022 szeptembere és 2022 novembere között. Harlin az Entertainment Weeklynek a következőt nyilatkozta; „ez életem legnagyobb kihívása volt, de én is nagyon örültem neki. Egy hétfő reggel a második fejezetet forgattam, hétfő délután az elsőt, kedd reggel pedig a harmadikat. Hihetetlenül megterhelő volt a színészek számára, a folytonosság szempontjából a smink és a ruhatár, valamint az operatőröm számára is, mert egy olyan vizuális nyelvet akartunk létrehozni, amely úgy fejlődik, hogy a filmek egyre nagyobbak és epikusabbak legyenek, ahogy haladunk előre. Ez mindannyiunk energiáját folyamatosan pumpálta.”